# 第五代紐卡斯爾公爵亨利·佩勒姆-柯林頓
亨利·佩勒姆-柯林頓（英語：Henry Pelham-Clinton, 5th Duke of Newcastle，1811年5月22日—1864年10月18日），第五代紐卡斯爾公爵，曾於首相阿伯丁伯爵任內擔任陸軍及殖民地大臣、首相巴麥尊子爵任內擔任殖民地事務大臣。

## 家庭
1832年，他與蘇珊·漢密爾頓結婚，兩人共有4子1女：
1. 亨利（英语：Henry Pelham-Clinton, 6th Duke of Newcastle）（1834年—1879年），第六代公爵
2. 愛德華（英语：Lord Edward Clinton）（1836年—1907年）
3. 蘇珊（1839年—1875年）
4. 亞瑟（1840年—1870年）
5. 艾伯特（1845年—1884年）